# سورناس
سورناس (به لاتین: Sornàs) یک روستا در آندورا با جمعیت ۲۵۱ نفر است که در اوردینو واقع شده‌است.